# Tuần lễ Thời trang Quốc tế Việt Nam
Tuần lễ Thời trang Quốc tế Việt Nam hay còn được biết đến với tên gọi Vietnam International Fashion Week được tổ chức vào tháng 4 và 12 hàng năm là chuỗi sự kiện nửa năm (thường kéo dài 7 đến 9 ngày) để trình diễn các bộ sưu tập thời trang quốc tế phục vụ cho người mua, báo chí và công chúng. Đây là tuần lễ thời trang quốc tế đầu tiên của Việt Nam, được tổ chức lần đầu vào năm 2014, thay thế cho Vietnam Fashion Week trước đó.
Tuần lễ Thời trang Quốc tế Việt Nam được đánh giá là Tuần lễ Thời trang Quốc tế có chất lượng tốt nhất khu vực Đông Nam Á, xếp thứ 4 khu vực châu Á, chỉ sau Tokyo, Seoul, Shanghai International Fashion Week.
Nhà sản xuất chính của Tuần lễ Thời trang Quốc tế Việt Nam là Multimedia JSC, được tài trợ bởi Aquafina.

## Lịch sử
Tuần lễ Thời trang Quốc tế Việt Nam được tổ chức lần đầu vào tháng 12 năm 2014 bởi Multimedia JSC. Tuần lễ bao gồm nhiều nhà thiết kế nổi tiếng ở Việt Nam như Nguyễn Công Trí, Chung Thanh Phong,...

## Bê bối
Trong Vietnam International Fashion Week Xuân Hè năm 2019, những người mẫu như Minh Hằng, Võ Hoàng Yến trong lúc trình diễn thời trang đã vô ý bị té ngã và nhào lộn thất bại. Nguyên nhân do nhà sản xuất đưa ra là có "ai đó" đã lau sàn diễn bằng dầu. Phần đông khán giả đều bày tỏ sự phẫn nộ và cho rằng vì Vietnam International Fashion Week năm nay quá nhạt nhòa nên ban tổ chức mới cố tình ép người mẫu đi ngay cả khi sàn diễn có vấn đề và đợi thành scandal tạo sự chú ý rồi xin lỗi cho xong chuyện.